# Прапор Веселого
Пра́пор Весе́лого затверджений 28 грудня 1999 р. рішенням N5 VIII сесії Веселівської селищної ради XXIII скликання.

## Опис
Квадратне синє полотнище, посередині дві стилізовані жовті волові голови, над ними три жовті чотирьохпроменеві зірки, одна (більшого розміру) над двома, внизу — жовтий колос, охоплений білою підковою.